# Art Sullivan & Kiki
Art Sullivan & Kiki was een Nederlands-Belgische zangduo bestaande uit Art Sullivan en Kiki van Oostindië.   
In 1977 werd door Peter Koelewijn een samenwerkingverband geproduceerd tussen de uit Brussel afkomstige Art Sullivan die daar vooral bekend was van Franstalige chansons en Kiki van Oostindië die in Nederland met haar man Herman Schmitz het zangduo Kiki & Pearly vormde.
Het duo werd vooral bekend met het 'zwoele' nummer Et si tu pars dat een grote hit werd en op 2 april 1977 op de 13e plaats in de Top 40 en op de 9e plaats in de Nationale Hitparade stond. Ook was het nummer daarvoor Alarmschijf geweest. Het bijzondere aan het nummer was dat het tweetalig was. Art Sullivan zong in het Frans en Kiki zong in het Nederlands waarbij Art Sullivan steeds een vraag in het Frans stelde en Kiki daarop in het Nederlands antwoordde. Alleen het refrein zongen beiden in het Frans.
In 1978 kwam het nummer L'amour à la Française uit waarbij eveneens in het Frans en Nederlands werd gezongen.  
Daarna is er niet veel meer van dit duo vernomen en ging ieder zijn eigen weg.

## NPO Radio 2 Top 2000
Van Art Sullivan & Kiki stond alleen Et si tu pars in 2000 in de NPO Radio 2 Top 2000, op plek 1828.